# Dan Fouts
Daniel Francis Fouts (10 de junio de 1951) es un quarterback de fútbol americano retirado de la National Football League, miembro del Salón de la Fama del Fútbol Americano Profesional. Fouts jugó toda su carrera profesional con los San Diego Chargers de 1973 a 1987. Fue uno de los pasadores más prolíficos durante las décadas de 1970 y 1980, pero los Chargers fueron incapaces de llegar al Super Bowl durante los quince años de su carrera. En la actualidad es un comentarista de color para los partidos de la NFL transmitidos por CBS. Dan es el hijo del miembro del Salón de la Fama de la Radio del Área de la Bahía Bob Fouts.

## Carrera en preparatoria y universitaria
Fouts asistió a la Preparatoria Marin Catholic, que se encuentra justo al norte de San Francisco en Kentfield, California, durante sus dos primeros años de preparatoria, y era el titular del equipo de fútbol americano en su segundo año. Decidió transferirse a la Preparatoria St. Ignatius (localizada en San Francisco) para sus últimos dos años.
Fouts era relativamente desconocido cuando aceptó la oferta de beca de la Universidad de Oregón. Eso cambió cuando hubo terminado su carrera universitaria, donde mereció honores All-Pac 8 y estableció 19 récords de su escuela, incluyendo por yardas por aire en su carrera (5995) y yardas ofensivas totales (5871). Fue incluido en el Salón de la Fama de la Universidad de Oregón en 1992.

## Carrera profesional
Seleccionado en la tercera ronda del draft de 1973 y proveniente de la Universidad de Oregón, Fouts ayudó a guidar a los Chargers a los playoffs de 1979 a 1982 y en dos ocasiones al juego de campeonato de la AFC (1980 y 1981). Lideró la liga cuatro veces en yardas por aire, terminando su carrera con más de 40.000, el tercer jugador en superar dicha cifra. Fouts ingresó al Salón de la Fama del Fútbol Americano Profesional en 1993.
Fouts fue elegido 6 veces para participar en el Pro Bowl (1979-1983 y 1985) y obtuvo índices de pasador de más de 90,0 durante tres años consecutivos (1981-83). Lanzó para más de 4000 yardas igualmente tres años en fila (1979-1981), lideró la liga en yardas por aire en cuatro temporadas consecutivas (1979-1982) y eclipsó seis veces la marca de los 20 touchdowns con un máximo de 33 en la temporada de 1981. Su mayor cantidad de yardas por aire en una temporada fue de 4802 durante la temporada 1981, lo que estableció el récord de la NFL en ese momento.
Fouts estableció récords de yardas por aire en una temporada tres años consecutivos de 1979 a 1981 con totales de 4082, 4715 y 4802 yardas. Rompió el récord de Joe Namath de 4007 establecido en 1967; Dan Marino rompería el récord de Fouts en 1984 con 5084 yardas. En 1982, una temporada recortada a 9 partidos debido a una huelga, Fouts promedió 320 yardas aéreas por partido, un récord de la liga que permaneció hasta que Drew Brees promedió 342,3 en 2011. Destacó de esa temporada que obtuvo victorias consecutivas contra los equipos que habían jugado el Super Bowl anterior, San Francisco (41-37) y Cincinnati (50-34), en las cuales Fouts lanzó para más de 400 yardas.
Fouts fue nombrado al equipo All-Pro tanto en 1979 como en 1982, formando parte del segundo equipo All-Pro en 1980 y 1985. Además, Fouts también formó parte del segundo equipo All-AFC en 1981 y 1983. Sin embargo, Fouts y los Chargers perdieron ambos juegos de campeonato de la AFC en los que jugaron.
Los primeros años en la liga de Fouts fueron poco favorables, pero con la llegada del entrenador en jefe Don Coryell en 1978, la suerte de los Chargers dio un giro. Dos años antes, la llegada de Joe Gibbs como coordinador ofensivo de los Chargers comenzó la construcción del éxito que habría en el futuro. Bajo el mando de Coryell, los Chargers fueron conocidos como Air Coryell por su juego de pases largos y el papel del tight end como un receptor abierto primordial. Este sistema de juego requería de un quarterback inteligente y duro, para el cual consideraron que Fouts cumplía los requisitos.
Fouts no era un quarterback con movilidad y el uso de pases largos provocara que recibiera demasiados golpes. El entrenador del Salón de la Fama Bill Walsh, que trabajó como asistente en los Chargers en 1976, dijo que «Dan Fouts tenía nervios y valor de acero ... Recibía muchos golpes, era apaleado, pero continuaba jugando, estuviera lastimado o no. Jugaba fútbol americano de forma más física que cualquier otro en el equipo, incluyendo a los linebackers». Usando en raras ocasiones la formación shotgun, Fouts recibiría el centro y buscaría conectar con alguno de los miembros de su gran grupo de receptores. El wide receiver Charlie Joiner y el tight end Kellen Winslow eran los más famosos, ambos miembros del Salón de la Fama, pero John Jefferson y Wes Chandler, entre otros, también eran clave. El juego aéreo de Fouts le permitió a Winslow liderar la NFL en recepciones dos veces (1980, 1981), mientras que él mismo en 1982 y Lionel James en 1985 lideraron la AFC en recepciones. James, de hecho, estableció el récord de la liga (desde entonces roto) en 1985 de yardas aéreas para un running back en 1027. Jefferson se convirtió en el primer receptor en tener 1000 yardas en recepciones en cada una de sus primeras tres temporadas en la NFL. Tanto Jefferson (1980) como Chandler (1982) lideraron la NFL en yardas por recepciones. El promedio de yardas por recepeción de 129 por juego que tuvo Chandler en 1982 sigue siendo el récord de la liga. Tanto Jefferson (1978, 1980) como Chandler (1982) lideraron la NFL en recepciones de touchdown. En 1980, Winslow, Jefferson y Joiner se convirtieron en el primer trío en el mismo equipo que acumulaba 1000 yardas en recepciones en una temporada. Cuando se retiró en 1986, Joiner era el líder de todos los tiempos de la NFL en recepciones con 750.
La protección al pasador también era crítica para tal ofensiva. Los Chargers tenían una excelente línea ofensiva que proporcionaba buena protección a Fouts, e incluía a Ed White (4 Pro Bowls), Russ Washington (5 Pro Bowls), Doug Wilkerson (3 Pro Bowls), Billy Shields y Don Macek. Los Chargers lideraron la liga en yardas por aire seis años consecutivos entre 1978 y 1983, lo cual es un récord de la NFL, además de volverlo a lograr en 1985 nuevamente con Fouts. También fueron líderes de la liga en yardas ofensivas totales en 1980-1983 y 1985.
A pesar de ir a los playoffs de 1979 a 1982 y jugar en 2 Juegos de Campeonato de la AFC, los Chargers nunca llegaron al Super Bowl con Fouts (aunque lo lograron 7 años después de que se retiró). Generalmente esto es atribuido al pobre desempeño de la defensa y a su falta de interés por correr el balón. En los mejores años de Fouts la defensa no era tan efectiva, pero el juego terrestre mejoró enormemente con la llegada de Chuck Muncie, adquirido en un intercambio con New Orleans en 1980, y al draftear a James Brooks de Auburn en 1981. Se cree que la defensa tenía poca oportunidad de mejorar ya que el ataque anotaba demasiado rápido, haciendo que la defensa pasara mucho tiempo dentro del terreno de juego. También afectó que Fred Dean, un jugador All-Pro especialista en sacks, fuera enviado en un intercambio a los San Francisco 49ers en 1981 debido a disputas contractuales; Dean ganaría el Premio de UPI al Jugador Defensivo del Año de la NFC (participando solamente en 11 partidos) ese año en camino a una victoria en el Super Bowl y ayudaría a los 49ers a conseguir otro título de Super Bowl tres años después. Dean más tarde entraría al Salón de la Fama.
«No puedo decir qué tanto nos afectó, porque sí llegamos al juego de campeonato de la AFC» dijo el liniero defensivo All-Pro de los Chargers Gary «Big Hands» Johnson sobre la pérdida de Dean. «Pero puedo decir que si hubiéramos tenido más presión sobre el pasador desde el extremo, las cosas podrían haber sido distintas».
En general, los Chargers consiguieron tres victorias y cuatro derrotas en los playoffs con Fouts, quien lanzó para más de 300 yardas en todos esos partidos salvo en dos. Una de sus victorias más notables fue el partido de 1982 conocido como «The Epic in Miami», donde Fouts comandó a su equipo a una victoria por 41-38 completando 33 de 53 pases para un récord de franquicia de 433 yardas y 3 touchdowns en aquel día caluroso y húmedo. Sus pases completos, pases intentados y yardas fueron todos récords de postemporada en la NFL en su momento. La siguiente semana en el juego de campeonato de la AFC en Cincinnati, hubo una disminución en la temperatura de 62 °C en comparación con la semana anterior en Miami, y los Chargers perdieron 27-7 en el que es conocido como Freezer Bowl.
La siguiente temporada, lanzó para 333 yardas y 3 touchdowns en una victoria por 31-28 sobre los Pittsburgh Steelers en la ronda divisional de los playoffs de la AFC.

## Honores
Fouts terminó su carrera después de 15 temporadas en la NFl con 3297 pases completos de 5604 intentados para 43 040 yardas y 254 touchdowns, con 242 intercepciones. También corrió para 476 yardas y 13 touchdowns. Además, es apenas uno de siete quarterbacks en la historia de la NFL en haber lanzado 30 o más pases de touchdowns en dos temporadas consecutivas. Los otros son Steve Bartkowski, Brett Favre, Dan Marino, Jeff Garcia, Peyton Manning y Y.A. Tittle. Igualmente fue el tercer quarterback en la historia de la NFL en lanzar para más de 40 000 yardas, después de los miembros del Salón de la Fama Johhny Unitas y Fran Tarkenton, y el primero en lanzar para más de 4000 yardas en temporadas consecutivas. Su número, el 14, es solamente uno de los dos que han sido retirados por los San Diego Chargers (siendo el otro el 19 de Lance Alworth).
En 1989, Fouts fue incluido por el San Diego Hall of Champions en el Salón de la Fama Breitbard, que honra a los atletas más destacados de San Diego tanto dentro como fuera del terreno de juego. En 1999, se posicionó en el lugar 92 de la lista de los 100 Mejores Jugadores de Fútbol Americano de Sporting News.
En 1992, ingresó a los Salones de la Fama de la Universidad de Oregón y del Estado de Oregón. A su vez, en 1993 fue inmortalizado en el Salón de la Fama del Fútbol Americano Profesional, en su primer año de elegibilidad.
En 2009, fue elegido por los aficionados como el «Mejor Charger de Todos los Tiempos» durante el 50.º aniversario del equipo. Además, en 2010 recibió el Premio Davey O'Brien Legends durante la ceremonia de premiación de Colt McCoy.

## Después del fútbol americano
De 1988 a 1993, Fouts participó como analista en NFL on CBS. Trabajó con varios comentaristas incluyendo a Dick Stockton, James Brown, Verne Lundquist, Brad Nessler, Jim Nantz, Jack Buck y Tim Ryan.
La carrera de Fouts posterior a la NFL incluyó una participación bien recibida como comentarista en Monday Night Football de ABC, junto con Al Michaels y Dennis Miller. También trabajó como analista de fútbol americano colegial junto con Brent Musburger y Keith Jackson después de dejar MNF. Igualmente fue comentarista deportivo para KPIX-TV en su pueblo natal de San Francisco de 1994 a 1997.
En 1998 Fouts hizo su debut en la pantalla grande, interpretándose a sí mismo en la comedia de fútbol americano The Waterboy, protagonizada por Adam Sandler. Fouts y Musberger aparecieron al final de la cinta como el equipo de comentaristas de ESPN para el «Bourbon Bowl», un partido ficticio celebrado en Año Nuevo.
Después del retiro de Jackson de ABC en 2006, Fouts se convirtió en comentarista jugada a jugada, añadiendo sus propias opiniones de vez en cuando. Su compañero de transmisiones en 2006 y 2007 fue Tim Brant.
El 11 de febrero de 2008, ESPN anunció que no renovarían el contrato de Fouts y de su compañero Tim Brant.
Se reportó en USA Today el 20 de agosto de 2008 que Fouts regresaría a CBS para anunciar partidos de la NFL al lado de comentaristas como Don Criqui, Bill Macatee y Dick Enberg.
En 2009, fue emparejado con Dick Enberg, conformado el equipo de transmisión #3 para los partidos de la NFL transmitidos por CBS. Después del retiro de Enberg al finalizar la temporada de 2009, Fouts fue emparejado con Ian Eagle. En ocasiones también trabaja como comentarista en Westwood One Radio.
Fouts también fue comentarista de color para el videojuego de fútbol americano NFL GameDay 2004, donde igualmente trabajó con Dick Enberg.